# 五十嵐麻理
五十嵐 麻理（いがらし まり、1976年9月8日 - ）はフリーライター。一橋大学卒業。名古屋市在住。
マリア・ガルシア（Maria Garcia、サイト「幻想画廊」のオーナ兼管理人としての名義）やマダムスチーム（蒸気夫人、サイト「スチームパンク大百科」）など、別名多数。

## 人物
読書好きであり、小学校時代は学校の図書室の蔵書を全巻読破している。現在でも年間1000冊の読書量をこなす。
また小学校時代からシャープ製造パソコンX1を使用し、プログラミングに親しんでいた。
多くのジャンルのサイトを並行で運営している。2008年時点で運営しているサイトは20。100万アクセスを超えるサイトは5個。2008年のインタビューでは「今後10年以内に100万以上のアクセスがあるサイトを10個は作る」ことを抱負として述べている。

## 著書
- 『日本珍スポット100景』（2008年、ぴあ） ISBN 4835616960
- 『ネオ・ヴィクトリアンスタイルDIYブック（-ホームズの部屋・スチームパンク室内装飾-）』（2014年、グラフィック社） ISBN 978-4766126532

## テレビ・ラジオ・イベント出演
- 「超ハヤミミ情報局」『未来観測 つながるテレビ@ヒューマン』（2007年12月16日放送　NHK）
- 「メールアドレスの秘密」『ITホワイトボックス』（2009年4月9日放送　NHK）
- 「STEAMPARK×okadaya コラボイベント」オカダヤ新宿本店にて書斎で実際に使用している道具、ガジェット一式の展示。スチームパンクパイプとパイプレストの販売（2018年10月）